# Furacão Rafael (2012)
O furacão Rafael foi a décima sétima tempestade tropical da temporada de furacões no Atlântico de 2012 e se formou a partir de uma depressão originada a uns 800 km ao SW das ilhas de Cabo Verde do 5 a 8 de outubro de 2012. Foi crescendo em intensidade e, sobretudo em diâmetro, formando a tempestade tropical Rafael a 12 de outubro, até encontrar-se para perto das Pequenas Antilhas, onde a 15 de outubro converteu-se no 9° furacão da temporada. Devido ao seu grande tamanho, as chuvas intensas estenderam-se através das Antilhas de Barlavento, Ilhas Virgens (tanto dos Estados Unidos como britânicas) e Porto Rico. Ocasionou danos com os seus ventos e inundações nas áreas assinaladas e converteu-se em furacão a 15 de outubro, movendo-se rapidamente para o nordeste para o arquipélago das Bermudas, dissipando-se também de maneira rápida. Das 19 tempestades registadas em 2012 (até 23 de dito mês), 7 pertencem ao mês de outubro, incluindo os furacões Nadine, Rafael e Sandy (que atingiu a denominação de furacão a 23 de outubro), o qual pode dever às características térmicas deste mês explicadas no artigo sobre a diatermância.

## Historial meteorológico

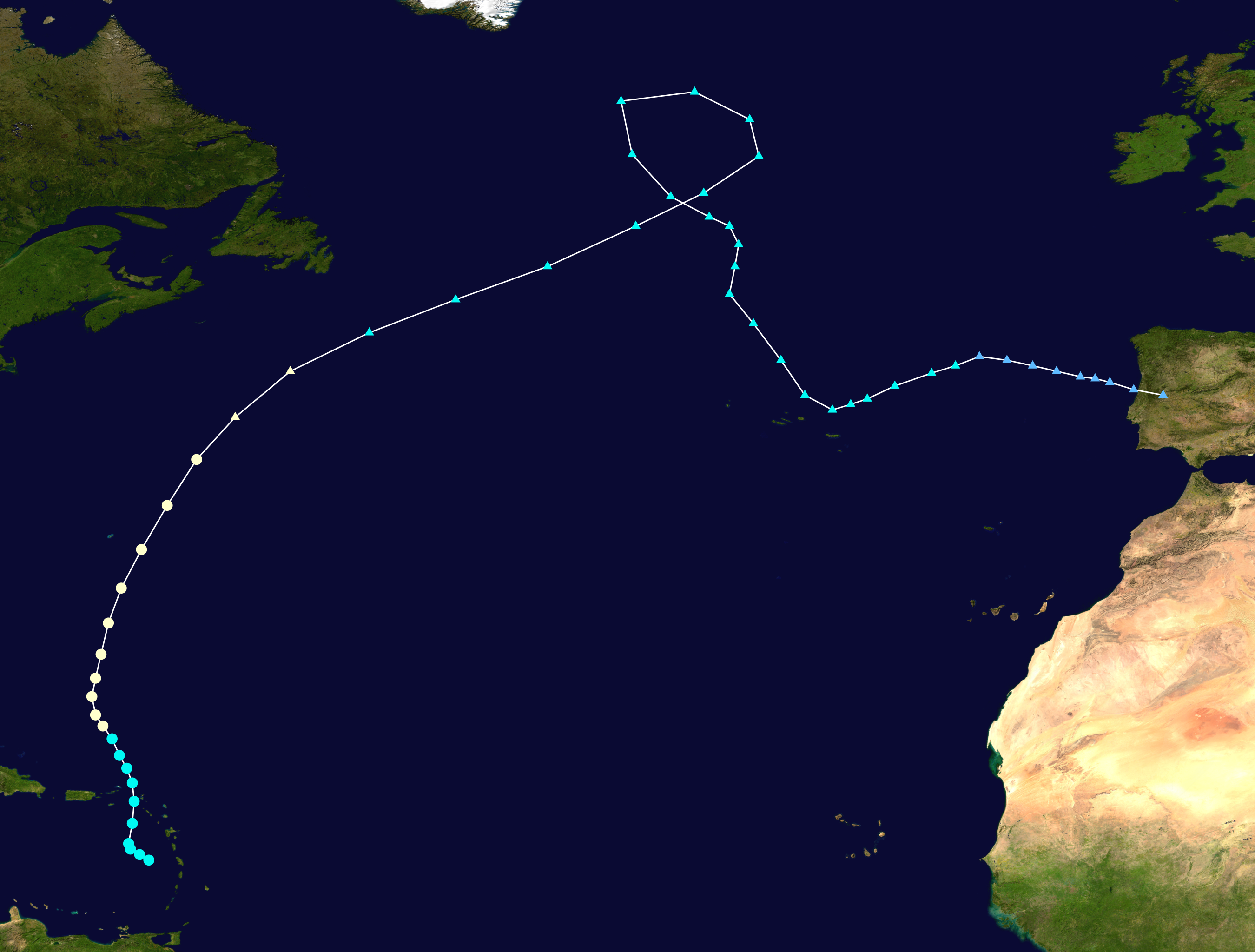
Trajectória do Furacão Rafael-Out-2012. Os símbolos indicam tempestade tropical: triângulos azuis; furacão: círculos azuis; tempestade extratropical: círculos amarelos

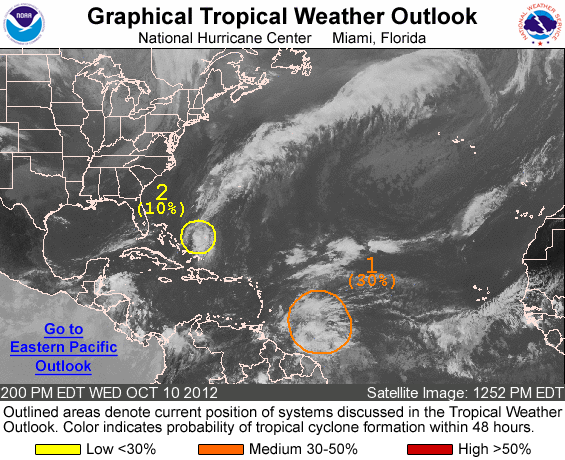
Localização da tempestade tropical Rafael a 10 de outubro de 2012 ao N da Guiana Francesa e ao leste de Trinidad, com um previsão de 30% de probabilidades de se converter em furacão. A zona identificada com o número 2 corresponde à depressão que deu origem à tempestade tropical Patty

Uma onda tropical se formou a 5 de outubro de 2012, quase a meio caminho entre as ilhas de Cabo Verde e América do Sul.

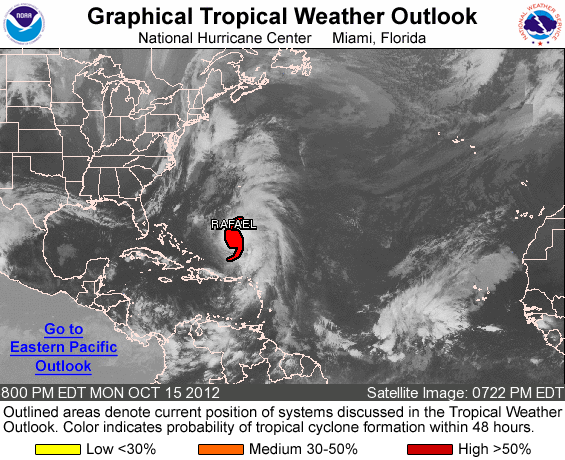
O furacão Rafael a 15 de outubro de 2012, mostrando sua longa cauda meridional desde a costa da Nicarágua formando um arco que chega à América Central, Colômbia, Venezuela e as Pequenas Antilhas até à anterior localização dos restos da tempestade tropical Patty, absorvidos por Rafael

Ao ir-se deslocando para o oeste, esta onda tropical foi-se estruturando e compactando-se à medida que ia sendo monitorada pelo National Hurricane Center (Centro Nacional de Furacões de Miami), com o que foi se mudando o previsão da sua possível evolução até converter-se na tempestade tropical Rafael, já ao leste da costa nordeste sul-americana, como nos mostra a imagem de satélite que nos indica uns 30 % de probabilidades de se converter em furacão percentagem que aumentou ao 40 % no final do mesmo dia. Nesta mesma data observou-se uma maior intensidade dos ventos na periferia setentrional. A 12 de outubro o sistema tormentoso cruzou as Pequenas Antilhas cerca da ilha de Santa Lúcia, ingressando assim brevemente ao mar do Caribe. Na mesma data, um voo dos Caçadores de furacões confirmou a circulação fechada da tempestade tropical Rafael, uns 200 km ao oeste-sudoeste de Dominica, pelo que a 15 de outubro se mudou a sua denominação de tempestade tropical à de furacão, ao atingir os seus ventos uma velocidade de 85 nós (140 km/h), catalogada na Categoria 1 (EHSS). Ao dirigir para o norte terminou por absorver os restos da tempestade tropical Patty e deixou sentir os seus efeitos na Bermuda até à Terra nova, ainda que foi diminuindo a sua força ao ir encontrando cada vez águas mais frias, dissipando-se a 17 de outubro. Não obstante isso, Rafael seguiu com atividade e com atividade de tempestade extratropical durante vários dias mais até que se dissipou definitivamente ao chegar à península ibérica, em território português

## Impacto
Os efeitos directos de Rafael deixaram-se sentir no Caraíbas Oriental, particularmente nas Pequenas Antilhas, Porto Rico, Bermuda e Terranova, e indirectamente na costa do istmo centro-americano, Colômbia e Venezuela, particularmente, neste último país.

### Caraíbas oriental
Como tempestade tropical, Rafael golpeou a ilha de Guadalupe com chuvas intensas que causaram danos nas moradias e em especial aos cultivos. De acordo com a Météo-France, em Basse-Terre registaram-se 150 mm de chuva em 3 horas e até 300 mm em 48 horas entre o 13 e 14 de outubro. Em Grande-Terre as chuvas atingiram os 200 mm (). Inundações e deslizamentos de barro resultantes destruíram mais do 60 % das colheitas em Grande Terre, enquanto as descargas elétricas causaram incêndios e cortes de luz. Uma mulher perdeu a vida em Matouba, Saint Claude (Guadalupe), ao tratar de conduzir o seu automóvel numa estrada inundada.
As fortes chuvas em Saint Kitts, atingindo um monte pluviométrico de 301 mm em 30 horas. causaram inundações e deslizamentos de terra e barro, especialmente ao redor de Basseterre deixando a muitos residentes sem eletricidade e sem fornecimento de água potável.
No Porto Rico vários comércios e estradas ficaram inundados. O trânsito de veículos no área ficou paralisado ao ficar as estradas inutilizáveis e muitos comércios fecharam enquanto durou a tempestade.

### Bermudas
Os ventos, ainda que foram mais fortes do que os residentes esperavam, não causaram danos significativos. O Serviço Meteorológico das Bermudas registou ventos sustentados de uns 55 km/h com rajadas que atingiram uns 82 km/h. Estes ventos deixaram umas 600 moradias sem energia elétrica, de acordo com o relatório da Bermuda Electric Light Company. A chuva, ainda que atingiu os 43 mm, não teve efeitos importantes dada a pequena superfície das ilhas, o que facilita a rápida drenagem.

### Terranova
Ainda que Rafael não impactou directamente a Terranova, intensos chuvas e marés de tempestade produzidas pelo agora ciclone pós-tropical Rafael causou danos muito extensos na Península de Avalon. De acordo com os comentários locais, a ondulação foi mais intensa que a produzida durante o furacão Igor da Temporada de furacões no Atlântico de 2010.

### Venezuela
Como já se disse, os efeitos do furacão Rafael deixaram-se sentir na Venezuela de maneira indireta quando era ainda uma tempestade tropical que se encontrava ao leste de Trinidad. No entanto, esses efeitos contribuíram em converter-se no mês de outubro no mais chuvoso do ano 2012 e um dos mais chuvosos na Venezuela de que se tenha notícia. As chuvas fortes começaram em partes da Venezuela a partir de 10 de outubro e prolongaram-se até ao dia 24, quando a tempestade tropical Sandy se estava a afastar para o norte nas Caraíbas, já em forma de furacão. Nessas duas semanas, os efeitos indiretos das tempestades tropicais Rafael e Sandy resultaram desastrosos: centenas de moradias ficaram destruídas, aldeias inteiras inundados ou isolados, estradas interrompidas, milhares de pessoas desalojadas ou danificadas e custosos danos em todo o país, muito superiores aos efeitos do furacão Rafael nos lugares onde afectou directamente, ainda que é justo reconhecer que os efeitos na Venezuela se devem mais a problemas de infra-estrutura e de outro tipo, que são em sua maior parte, alheios à meteorologia. Alguns exemplos jornalísticos dos efeitos do furacão Rafael assinalam-se seguidamente:
- Desalojam a 5000 turistas da montanha de Sorte por desbordamento do rio (domingo 14)[12]
- Rio desbordado em Guarenas por chuvas (segundas-feiras 15)[13]
- Tempestade em 5 municípios do Zulia (segunda-feira 15)[14]
- Emergência por chuvas (segundas-feiras 15)[15]
- Tempestade Tropical Rafael 12 de outubro[16]
- Furacão Rafael 15 de outubro 2012[17]